# Eburia thoracica
Eburia thoracica là một loài bọ cánh cứng trong họ Cerambycidae.